# مرکز اجتماعات محلی کابرلی
مرکز اجتماعات محلی کابرلی یک مرکز اجتماعات محلی در پالو آلتو، کالیفرنیا می‌باشد.
بهرام بیضایی نمایش جانا و بلادور را به سال ۲۰۱۲ در اینجا اجرا کرد.